# Jane Hadley Barkley

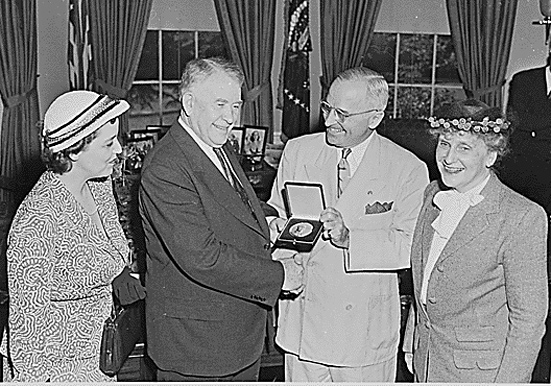
Jane Hadley Barkley (links) bei einer Ehrung ihres Mannes Alben (2. von links) durch Präsident Harry S. Truman im Oval Office; rechts: Nellie Tayloe Ross (1950).

Elizabeth Jane Rucker Hadley Barkley (* 23. September 1911 in Keytesville, Chariton County, Missouri; † 6. September 1964 in Washington, D.C.) war eine Second Lady der Vereinigten Staaten. Sie war die zweite Frau von Vizepräsident Alben W. Barkley. Bekannt war sie als Jane Hadley Barkley.

## Frühes Leben
Jane Ruckers Vater war ein Rechtsanwalt; die Mutter eine Pianistin, die in Europa studiert hatte. Sie heiratete ihren ersten Mann, den Anwalt Carleton Sturdavant Hadley (1902–1945), im Jahr 1931. Sie hatte ihn an der Washington University in St. Louis kennengelernt. Er wurde ein prominenter Anwalt bei der Eisenbahn. Sie bekamen zusammen zwei Töchter, Annette (* 1932) und Jane (* 1934). Carleton Hadley starb im Februar 1945 im Alter von 42 Jahren.

## Heirat mit Vizepräsident Barkley
Jane Hadley heiratete Vizepräsident Barkley, ebenfalls Witwer, am 18. November 1949. Sie war seine zweite Frau. Zum Zeitpunkt der Eheschließung war Barkley 34 Jahre älter als sie. Er war 71 und sie 37. Barkleys erste Frau Dorothy war 1947 gestorben. Bis zu ihrem Werben um Barkley war Hadley eine Republikanerin. Im Jahr 1940 arbeitete sie im Büro des republikanischen Präsidentschaftskandidaten Wendell Willkie in St. Louis. Als ihr Milchmann sein Vorliebe für Präsident Franklin D. Roosevelt ausdrückte, hinterließ sie diesem einen Zettel: "No Willkie, no milkie".
Nach einem Treffen mit der jungen Witwe auf einer Party in Washington im Mai 1949 warb der Vizepräsident glühend um sie. Er ließ sich nicht abschrecken von ihrer politischen Einstellung oder der weiten Entfernung zu ihrem Zuhause in St. Louis. Der Vizepräsident begann mit regelmäßigen Zwischenstopps mit dem Flugzeug in St. Louis. Sein Werben erregte nationale Aufmerksamkeit.
Sie wohnte in einer Sieben-Zimmer-Wohnung im renommierten Viertel Central West End von St. Louis, in der Nähe sowohl der Washington University als auch dem Forest Park. Auch besaß sie ein Landgut im St. Charles County in der Nähe von St. Louis.
Am 31. Oktober 1949 verkündeten sie ihre Verlobung. Sie heirateten drei Wochen später, am 18. November, in St. Louis. Es gab so viele Gratulanten, dass das Brautpaar Mühe hatte, mit dem Oldtimercabriolet, welches er ihr geschenkt hatte, durch die Straßen zu kommen. Auf die Frage nach der Politik seiner Frau sagte der Vizepräsident: "She got swept off her feet by Willkie, but now she's back in the fold."
Ihr Mann schied 1953 aus dem Amt des Vizepräsidenten aus. Er wurde 1954 für eine weitere Amtszeit in den US-Senat gewählt, dem er bis zu seinem Tod im Jahr 1956 angehörte.

## Tod
Nach Barkleys Tod wurden für seinen Besitz 343.444 US-Dollar Ertragsteuern eingefordert. Diese Zahlung wurde aufgrund einer Untersuchung des IRS fällig, der herausgefunden hatte, dass Barkley mehrere Jahre seine Steuern nicht bezahlt hatte. Wieder Witwe, nahm Jane Barkley eine Stelle als Sekretärin an der George Washington University an. Sie veröffentlichte 1958 eine Denkschrift bei Vanguard Publishers in New York, mit dem Titel "I Married the Veep". Zum Zeitpunkt ihres Todes an einem Herzinfarkt im Jahr 1964 war sie noch immer an der Universität in Washington D.C. beschäftigt.